# Поройніца
Поройніца (рум. Poroinița) — село у повіті Мехедінць в Румунії. Входить до складу комуни Рогова.
Село розташоване на відстані 257 км на захід від Бухареста, 23 км на південний схід від Дробета-Турну-Северина, 78 км на захід від Крайови.

## Населення
За даними перепису населення 2002 року у селі проживали 783 особи, усі — румуни. Усі жителі села рідною мовою назвали румунську.